# 干場義雅
干場 義雅（ほしば よしまさ、英: Yoshimasa Hoshiba）は、「FORZA STYLE」（講談社）編集長、株式会社スタイルクリニック代表取締役、ファッションディレクター、ブランドクリエイティブディレクター。

## 略歴
東京都出身。三代続くテーラーの息子として生まれ、BEAMSで販売を経験後、ワールドフォトプレスで編集者としてのキャリアをスタート。「MA-1」、「モノ・マガジン」、「エスクァイア日本版」の編集を務め、「LEON」や「OCEANS 」など人気ファッション誌の創刊に携わる。37歳で独立し、株式会社スタイルクリニックを設立。代表取締役に就任。
2013年、船旅の男女誌「Sette Mari」（セッテ・マーリ）の編集長に就任。現在は、講談社のWEBメディア「FORZA STYLE」の編集長を中心に、新聞、テレビ、ラジオ、イベント、YouTubeなど多岐に活動する。
2022年7月、OMOプラットフォームを運営するアイエント株式会社の社外取締役への就任が発表された。

## メディア出演等
テレビ

NHK「あさイチ」、フジテレビ系列「にじいろジーン」、テレビ朝日系列「グッド!モーニング」、日本テレビ系列「ヒルナンデス!」、「スクール革命!」、「午前0時の森」、TBSテレビ系列「サタデープラス」、「ジャスト」、テレビ東京「なないろ日和!」、BS日テレ「バカリズムの大人のたしなみズム」、TOKYO MX「バラいろダンディ」、スカパー!オンデマンド「Sexy Zoneの進化論」、GYAO!「木村さ～～ん!」などに出演。
ラジオ

TOKYO FM「SEIKO ASTRON presents World Cruise」のメインパーソナリティ（2013年4月 - 2019年3月）。
YouTube

ファッション番組「B.R. CHANNELファッションカレッジ」（2015年 - ）
「MINIMAL WARDROBE CHANNEL」（2020年 - ）
雑誌

「LEON」、「OCEANS」、「MEN'S EX」、「ENGINE」、「BAZZAR」、「ELLE」（日本版）、「HERS」、「STORY」、「CLASSY.」、「JJ」、「Domani」、「Oggi」、「Numéro TOKYO」、「日経マガジンスタイル」、「プレジデント」、「週刊ダイヤモンド」、「Partner」など。
著書

「世界のエリートなら誰でも知っている お洒落の本質」（PHP出版）、「一流に学ぶ色気と着こなし」（宝島社）、「干場義雅が教える大人カジュアル 究極の私服」（日本文芸社）、「干場義雅が語る 女性のお洒落」（ディスカヴァー・トゥエンティワン）、「世界のビジネスエリートは知っている お洒落の本質」（集英社文庫）、「干場義雅が愛する 究極のブランド100＋5」（日本文芸社）、「色気力」（集英社文庫）、「これだけでいい男の服」（ダイヤモンド社）など。
CM

- SONY「LinkBuds」（リンクバッズ）
- 江崎グリコ「CRATZ」（クラッツ）
- アールスタイル「＆GINO」（アンドジーノ）

## ブランドプロデュース
2013年

- バッグブランド「PELLE MORBIDA（ペッレ モルビダ）」のクリエィティブディレクターに就任。

2015年

- シューズデザイナーの坪内浩と立ち上げた靴のブランド「WH（ダブル エイチ）」のクリエィティブディレクターに就任。

2017年

- 髙島屋のオーダースーツ「TAKASHIMAYA STYLE ORDER SALON（タカシマヤ スタイルオーダー サロン）を監修。

2019年

- 「K-3B（ケースリービー）」のクリエイティブディレクターに就任。[4]

2020年

- 「30/70（トレンタセッタンタ）」のクリエイティブディレクターに就任。

- 「MOVB（モーヴ）」のクリエイティブディレクターに就任。

- 「kuraudia（クラウディア）」と組んでタキシードをプロデュース。

その他

ARCODIO（アルコディオ）、BEAMS（ビームス）、+CLOTHET（クロスクローゼット）、EMMETI（エンメティ）、HEVO（イーヴォ）、PATRICK（パトリック）、UNIVERSAL LANGUAGE（ユニバーサルランゲージ）、WAKO（和光）、YANUK（ヤヌーク）、1PIU1UGUALE3（ウノピゥウノウグァーレトレ）など、ブランドやメーカーとのコラボレーションを手掛ける。

## ブランドアンバサダー
2018年

- スイスの高級機械式腕時計「VACHERON CONSTANTIN（ヴァシュロン・コンスタンタン）」のアンバサダーに就任。[5]

- 1827年シャンパーニュ地方の中心ランスで、ドイツのマムー族によって創業された名門メゾン「G.H. マム」のアンバサダーに就任。

2019年

- 「LUXURY CARD（ラグジュアリーカード）」のアンバサダーに就任。

- 1979年にミラノで創業したグルメパニーノ専門店「PANINO GIUSTO（パニーノジュスト）」のアンバサダーに就任。

2020年

- 「Azzurri, Amore mio!（アズーリ・アモーレ・ミオ！）」のアンバサダーに就任。

2022年

- プレミアムメンズコスメブランド「&GINO（アンドジーノ）」のアンバサダーに就任。[6]

## セレクトショップ
2020年

- オンラインセレクトショップ「MINIMAL WARDROBE（ミニマルワードローブ）」をオープン。

- ライフスタイルセレクトショップ「SIMPLE-LIFE（シンプルライフ）」をオープン。

## イベント・トークショー出演
百貨店・ショップ

伊勢丹新宿店、伊勢丹新宿店メンズ館、阪急メンズ東京、阪急メンズ大阪、日本橋高島屋、新宿高島屋、横浜高島屋、大阪高島屋、京都高島屋、JR名古屋高島屋、大丸神戸店、大丸心斎橋店、松坂屋名古屋店、松屋銀座本店、三越日本橋本店、三越銀座店、岩田屋本店、和光、アイアイイスズ、エストネーション、オロジオ、カミネ、ストラスブルゴ、バーニーズ ニューヨーク、ビームスなど。
ブランド

アクリス、アグ、ヴァレンティノ、エルメネジルド・ゼニア、オメガ、キートン、ケラスターゼ、コール・ハーン、ジミーチュウ、ジョルジオ・アルマーニ、SEIKO、ダイアンフォンファステンバーグ、DAKS、タグ・ホイヤー、ダミアーニ、ディースクエアード、トッズ、ドレステリア、パネライ、ハリー・ウィンストン、フォーエバーマーク、ブライトリング、ブルガリ、ブルネロ クチネリ、ラルフ・ローレン、マックスマーラ、マックス&Co、ムーレー、ラ・ペルラ、ルイ・ヴィトン、ロロ・ピアーナなど。

## その他の活動
2023年に発売された、ヴァイオリン 葉加瀬太郎、ピアノ 西村由紀江、チェロ 柏木広樹のNH&K TORIOによるCD & DVD『Adagio（アダージョ）』では、CDのブックレットのクリエイティブディレクターとして、ファッションからトータルヴィジュアル、鼎談、DVD製作まで携わる。 
また2023年春の「葉加瀬太郎コンサートツアー2023 NH&K TRIO スーパーチェンバーミュージック〜Adagio〜」では、ヴィジョンディレクターを手掛ける。

## 語録・造語
【エコラグ】

エコラグとは、「Economic Luxury（エコノミック・ラグジュアリー）」の略称。意味は、経済的な贅沢。経済的ではあるが、上質さやエレガンスは失わないスタイルの意味。腕時計や靴のように長く使えるものは高額品を購入しても、白いシャツやTシャツのような消耗品は、なるべくコストパフォーマンスを意識して購入するという、メリハリのあるお金の使い方をして豊かなライフスタイルを目指す干場義雅の哲学により生まれた造語。干場が敬愛するブルース・リーが提唱した無駄を排した最短の動き（エコノミック・モーション）で相手を倒すジークンドーのように、経済的で盛り過ぎない、かつ無駄のないシンプルで上質なスタイルを指す。一点豪華主義とは異なる。
【エロサバ】

エロサバとは、「Erotic Conservative（エロティック・コンサバティブ）」の略称。直訳は、エロいコンサバだが、意味としては、保守的なスタイルをしているのにもかかわらず内側から大人の色気が香るスタイルのことで、干場義雅の哲学により生まれた造語。例えば、シンプルでベーシックな白シャツを着ているのに、胸ボタンの開け方や袖口のまくり方でSEXYに見える女性のスタイル。男性で例えるなら映画『007』のジェームズ・ボンドのように仕立てられたグレーのスーツに白シャツ、黒のネクタイというストイックなアイテムをしているのにSEXYに見えるスタイル。肌を露出することで生まれる、わかりやすい下品な色気とは異なる。
【天国NOW】

天国NOWとは、天国は今であるという意味。どんなにお金持ちだろうが、どんなに健康な肉体を持った人間だろうが、どんなに権力がある人間だろうが、世界中の誰にでも同じように決められている条件が人生は一度きりということ。人は、死んだら天国に行くという言い方をするが、死んだら天国にも地獄にも行かない。死んだら「無」。では天国はいったいどこにあるのか？　それは「今」。舌がとろけるような美味しい料理を食べられるのも、好きな趣味や仕事ができて仲間と喜びを分かち合えるのも、愛する人と一緒にいて幸せを感じられるのも、すべては生きているからこそ。生きている今こそ天国であるという、時間を大切にする干場義雅の哲学により生まれた造語。